# يواكيم كاردوسو نيتو
يواكيم كاردوسو نيتو (بالبرتغالية: Joaquim Cardoso Neto) هو لاعب كرة قدم برازيلي في مركز الهجوم، ولد في 27 يونيو 1943 في ساو باولو في البرازيل. لعب مع أميريكا فوتيبول كلوبي (أيس بي).